# 16. Golden Globe-gála
A 16. Golden Globe-gálára 1959. március 5-én került sor, az 1958-ban mozikba, vagy képernyőkre került amerikai filmeket, illetve televíziós sorozatokat díjazó rendezvényt a kaliforniai Beverly Hillsben, a Beverly Hilton Hotelben tartották meg.
A 16. Golden Globe-gálán Maurice Chevalier vehette át a Cecil B. DeMille-életműdíjat.

## Filmes díjak
A nyertesek félkövérrel jelölve.
| Legjobb filmes díjak | Legjobb filmes díjak |
| Legjobb filmdráma | Legjobb vígjáték |
| --- | --- |
| - A megbilincseltek - Macska a forró bádogtetőn - Sötétedés előtt - Élni akarok! - Külön asztalok                                                                                                | - Mame néni - Boszorkányos szerelem - Indiszkrét - Én és az ezredes - The Perfect Furlough                                                                                          |
| Legjobb zenés film | |
| - Gigi - Átkozott jenkik - Déltenger - Hüvelyk Matyi | |
| Legjobb filmes alakítások (filmdráma) | |
| Színész | Színésznő |
| - David Niven – Külön asztalok - Tony Curtis – A megbilincseltek - Robert Donat – A Hatodik Boldogság fogadója - Sidney Poitier – A megbilincseltek - Spencer Tracy – Az öreg halász és a tenger | - Susan Hayward – Élni akarok! - Ingrid Bergman – A Hatodik Boldogság fogadója - Deborah Kerr – Külön asztalok - Shirley MacLaine – Rohanva jöttek - Jean Simmons – Sötétedés előtt |
| Legjobb filmes alakítások (vígjáték vagy zenés film) | |
| Színész | Színésznő |
| - Danny Kaye – Én és az ezredes - Maurice Chevalier – Gigi - Clark Gable – A nagy riport - Cary Grant – Indiszkrét - Louis Jourdan – Gigi                                                        | - Rosalind Russell – Mame néni - Ingrid Bergman – Indiszkrét - Leslie Caron – Gigi - Doris Day – A szerelem alagútja - Mitzi Gaynor – Déltenger                                     |
| Legjobb mellékszereplők (filmdráma, vígjáték vagy zenés film) | |
| Színész | Színésznő |
| - Burl Ives – Idegen a cowboyok között - Harry Guardino – Magányos apuka megosztaná - David Ladd – The Proud Rebel - Gig Young – A nagy riport - Efrem Zimbalist, Jr. – Sötétedés előtt          | - Hermione Gingold – Gigi - Peggy Cass – Mame néni - Wendy Hiller – Külön asztalok - Maureen Stapleton – Lonelyhearts - Cara Williams – A megbilincseltek                           |
| Az év felfedezettje | |
| Színész | Színésznő |
| - Bradford Dillman - John Gavin - Efrem Zimbalist, Jr. - David Ladd - Ricky Nelson - Ray Stricklyn                                                                                               | - Linda Cristal - Susan Kohner - Tina Louise - Joanna Barnes - Carol Lynley - France Nuyen                                                                                          |
| Egyéb | |
| Legjobb rendező | Legjobb film a nemzeti összefogásban |
| - Vincente Minnelli – Gigi - Richard Brooks – Macska a forró bádogtetőn - Stanley Kramer – A megbilincseltek - Delbert Mann – Külön asztalok - Robert Wise – Élni akarok!                        | - A Hatodik Boldogság fogadója - A megbilincseltek - Én és az ezredes - A Time to Love and a Time to Die - Oroszlánkölykök                                                          |
| Legjobb idegen nyelvű film (eredeti nyelvű) | Legjobb idegen nyelvű film (angol nyelvű) |
| - Rosemarie – Nyugat-Németország - L'eau vive – Franciaország - Az egy évig tartó út – Jugoszlávia                                                                                               | - Emlékezetes éjszaka |
| Henriatta-díj | |
| - Rock Hudson - Deborah Kerr | |

## Televíziós díjak
A nyertesek félkövérrel jelölve.
| Legjobb televíziós sorozat                                                                                       | Legjobb televíziós sorozat |
| --- | -------------------------- |
| - The Ann Sothern Show - The Loretta Young Show - The Red Skelton Show - The Ed Sullivan Show - The Tonight Show |                            |

## Különdíjak

### Cecil B. DeMille-életműdíj
A Cecil B. DeMille-életműdíjat Maurice Chevalier vehette át.

### Samuel Goldwyn-díj
- Egy szempár, tizenkét kéz

### Különleges díj
- David Ladd
- Shirley MacLaine

### Különleges díj televíziós teljesítményért
- Red Skelton

## Fordítás
Ez a szócikk részben vagy egészben  a(z)   16th Golden Globe Awards című angol Wikipédia-szócikk fordításán alapul.  Az eredeti cikk szerkesztőit annak laptörténete sorolja fel. Ez a jelzés csupán a megfogalmazás eredetét és a szerzői jogokat jelzi, nem szolgál a cikkben szereplő információk forrásmegjelöléseként.